# Disarmonia Mundi
I Disarmonia Mundi sono un gruppo musicale melodic death metal italiano fondato nel 2000 ad Avigliana in provincia di Torino.

## Storia del gruppo
I Disarmonia Mundi sono nati nei primi mesi del 2000 per mano di Ettore Rigotti. Dopo molti cambi di formazione viene registrato con successo Nebularium, il primo full length, interamente prodotto da Ettore nel suo studio. La formazione è composta da: Benny Bianco Chinto, Ettore Rigotti, Simone Palermiti e Mirco Andreis. Il buon successo dell'album porta la band a firmare un contratto con la Self per il mercato italiano e con la Cd-Maximum per quello russo, sfortunatamente, però, i problemi di formazione impediscono la promozione live del disco e rallentano i lavori per il secondo album.
Gli unici due "sopravvissuti" Rigotti e Andreis trovano in Claudio Ravinale il nuovo cantante e cominciano a lavorare sul nuovo materiale che permette al gruppo di firmare un contratto con la Scarlet. Durante la lavorazione del nuovo album il gruppo entra in contatto con Björn Strid (Soilwork,  Terror 2000 e Coldseed), che si mostra interessato alla musica del gruppo e finisce per partecipare alle linee vocali di Fragments of D-Generation che, dopo la registrazione e il mixaggio, verrà masterizzato alla Mastering Room di Goran Finnberg, Svezia.
Sfortunatamente l'impossibilità di trovare musicisti affidabili per completare la formazione impedisce ancora al gruppo di tenere concerti, per cui Rigotti e Ravinale decidono di tornare nuovamente in studio per lavorare al terzo full-length. Contemporaneamente Andreis decide di lasciare la band per dedicarsi alla sua carriera di direttore di video musicali. L'album verrà scritto in 3 settimane, e la maggior parte del tempo sarà spesa per la lavorazione sui nuovi arrangiamenti.
La band decide allora di rimanere un duo e di avvalersi ancora una volta della collaborazione di Björn Strid per le linee vocali in scream, che verranno divise a metà con Claudio, mentre Ettore si occuperà del cantato in clean. Durante la registrazione Mirco Andreis gira il video di "Celestial Furnace", dopo qualche ritardo l'album, intitolato MindTricks esce il 12 giugno 2006.
Il 18 maggio 2009 la band firma un contratto discografico con la Coroner Records, sotto la quale pubblicano una versione rimasterizzata dell'album Nebularium con l'aggiunta di un cd intitolato The Restless Memoirs. Il 3 novembre dello stesso anno viene rivelata la copertina dell'album The Isolation Game; autore della copertina è l'artista francese Trëz. L'album è stato missato al Metal House Studio da Ettore Rigotti.
Il 9 giugno 2015 la band pubblica l'atteso nuovo disco intitolato Cold Inferno sempre sotto la Coroner Records. Il disco non presenta particolari variazioni stilistiche rispetto al solito rodato melodic death metal proposta dalla band e annovera ancora una volta la collaborazione di Björn Strid come session vocalist su alcune tracce. Il disco, così come i lavori precedenti, riceve buoni responsi di critica e pubblico, ma l'impossibilità di avvalersi di una line-up previene ancora una volta il gruppo dall'esibirsi dal vivo.

## Progetti paralleli
Nel corso degli anni il cantante Claudio Ravinale ha formato diversi progetti paralleli: l'industrial metal band The Silverblack col produttore polistrumentista Alessio NeroArgento con cui ha pubblicato i seguenti album: "The Silverblack", "The Grand Turmoil", "Rain On A Wedding Day", "Prototype 6:17", "Judgment" e "Serenades Of Hate". L'horror metal band Infernalizer con cui ha fatto uscire due dischi "The Ugly Truth" e "After Dark" e i 5 Star Grave, gruppo horror punk metal, che hanno inciso tre dischi "Corpse Breed Syndrome" , "Drugstore Hell" e "The Red Room" prima di sospendere l'attività a tempo indeterminato.

## Formazione

### Formazione attuale
- Ettore Rigotti - voce, batteria, chitarra, basso elettrico, tastiere
- Claudio Ravinale - voce

### Turnisti da studio
- Bjorn "Speed" Strid -  voce

### Ex componenti
- Mirco Andreis - basso
- Benny Bianco Chinto (ex Dying Awkward Angel) - voce
- Simone Palermiti - chitarra
- Federico Cagliero - chitarra

## Discografia

### EP
- 2009 - The restless memoirs

### Album in studio
- 2001 - Nebularium
- 2004 - Fragments of D-Generation
- 2006 - Mind Tricks
- 2009 - The Isolation Game
- 2015 - Cold Inferno